# Lotella phycis
Lotella phycis är en fiskart som först beskrevs av Temminck och Schlegel, 1846.  Lotella phycis ingår i släktet Lotella och familjen Moridae. Inga underarter finns listade i Catalogue of Life.